# Wang Yuanqi

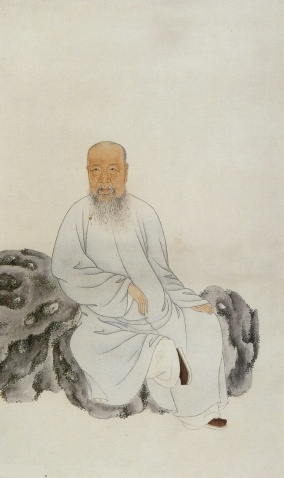
19e-eeuws portret van Wang Yuanqi

Wang Yuanqi (王原祁;  1642–1715) was een Chinees kunstschilder die actief was tijdens de vroege Ming-periode. Zijn omgangsnaam was Mao-ching en zijn artistieke naam Lu-t'ai. Wang Yuanqi was de jongste van de Zes Meesters van de vroege Qing-periode. Deze zes kunstenaars worden beschouwd als de meest toonaangevende kunstschilders van de orthodoxe stroming binnen de Zuidelijke School van onafhankelijke literati. De overige vijf zijn Wang Yuanqi's grootvader Wang Shimin (ca. 1592–1680), de overige twee 'Wangs': Wang Jian (ca. 1598–1677) en Wang Hui (1632–1717), en verder Wu Li (ca. 1632–1718) en Yun Shouping (1633–1690).

## Biografie
Wang Yuanqi werd in 1642 geboren in Taicang in de provincie Jiangsu; twee jaar voordat de Qing-dynastie de macht in China overnam. Hij kreeg les in de schilderkunst van zijn grootvader Wang Shimin. Wang Yuanqi bekleedde een hoge functie aan het keizerlijk hof en was tijdens de regering van Keizer Kangxi curator van de keizerlijke collectie. Wang bleef aan het hof werkzaam tot zijn dood in 1715.

## Werken
Wang Yuanqi schilderde voornamelijk shan shui-landschappen in de traditie van de oude Song- en Yuan-meesters. Deze braken met het traditionele idee dat een schilderij een perfecte afspiegeling van de werkelijkheid moest zijn en streefden een persoonlijke, expressieve stijl na.
Wang Yuanqi werkte met gewassen inkt en kleurpigmenten. Zijn droge penseelstreken en zijn kleurgebruik doen onder andere denken aan de stijl van landschapsschilders als Huang Gongwang (1269–1354). Samen met Wang Hui wordt Wang Yuanqi beschouwd als de kundigste en origineelste landschapsschilders van de Zes Meesters.

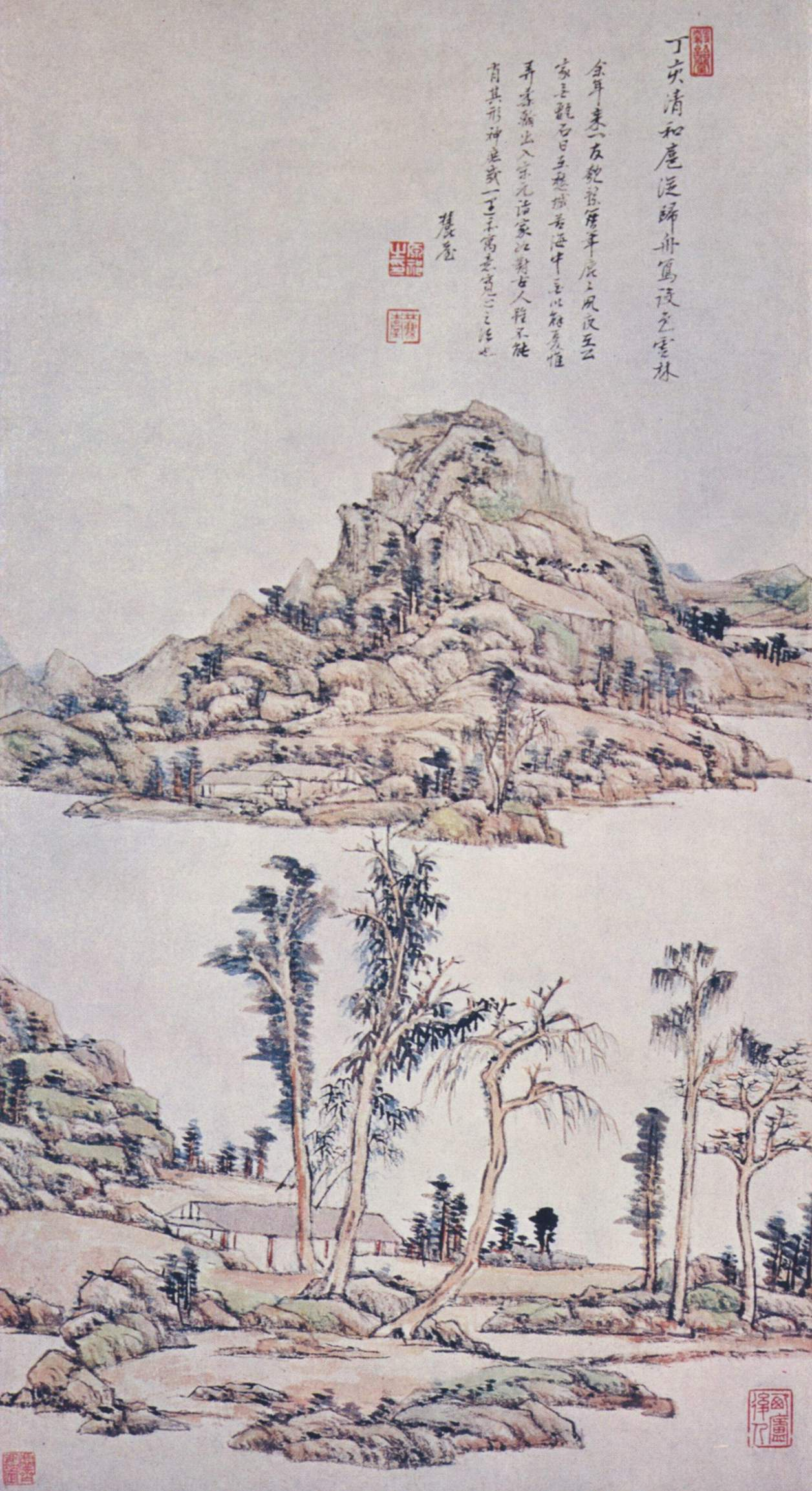
Landschap
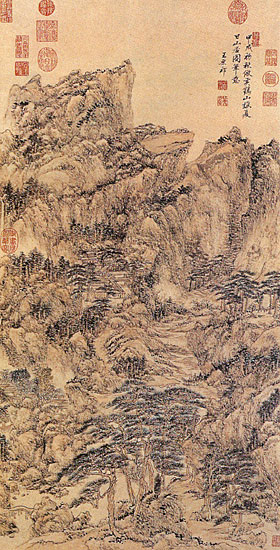
Bergwoning op een zomerdag naar Wang Meng
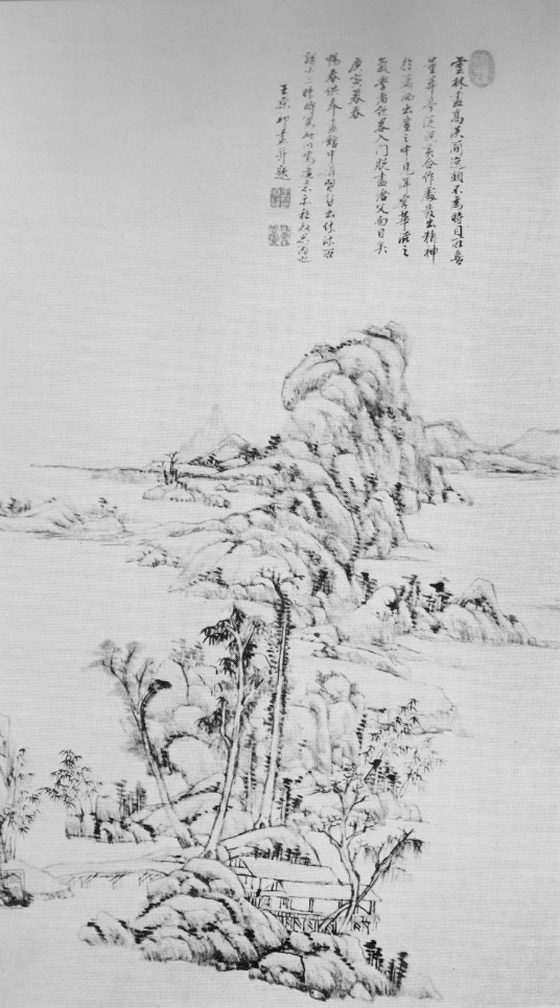
Landschap in de stijl van Dong Qichang
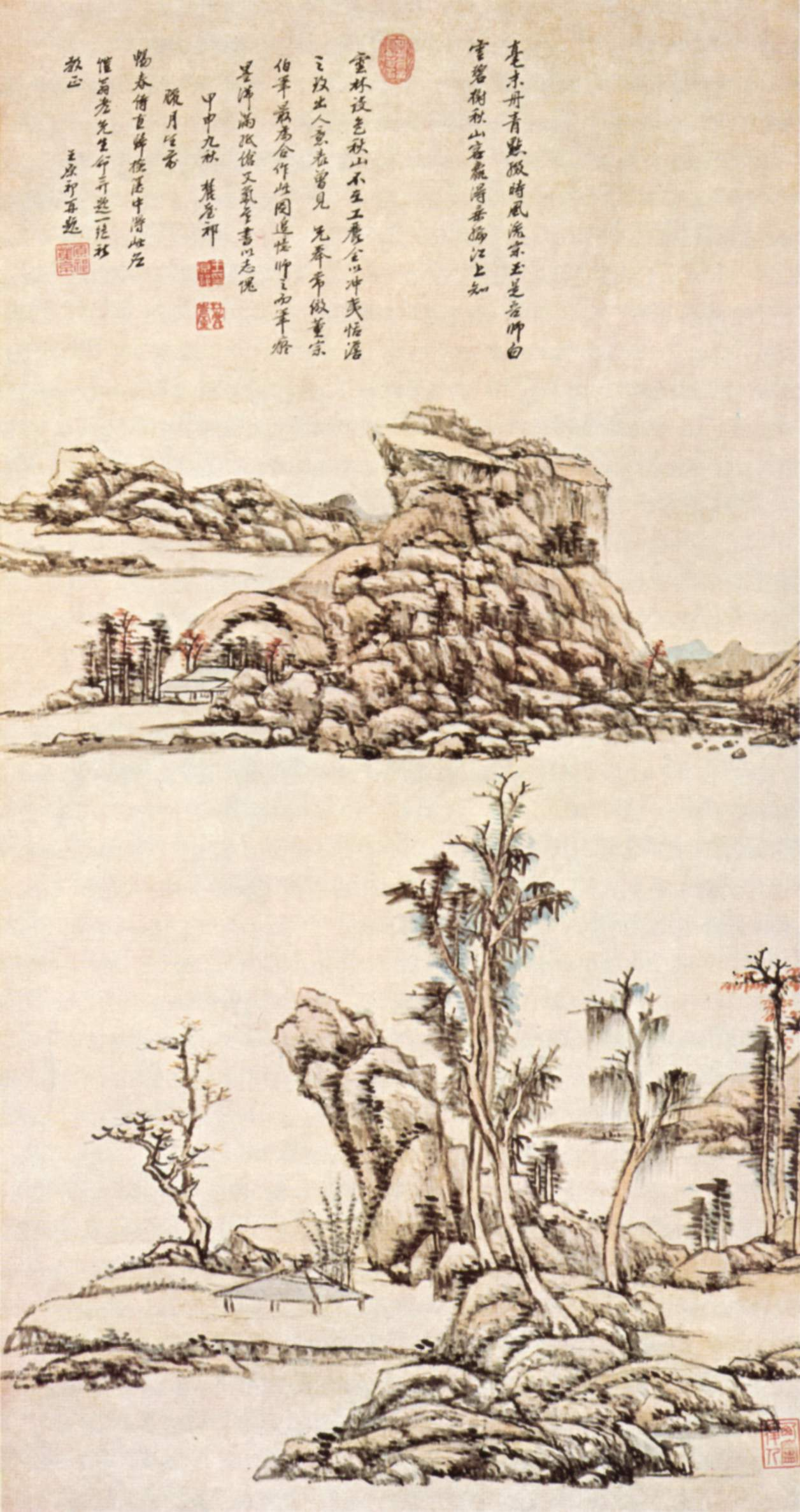
Rivierlandschap in de stijl van Ni Zan
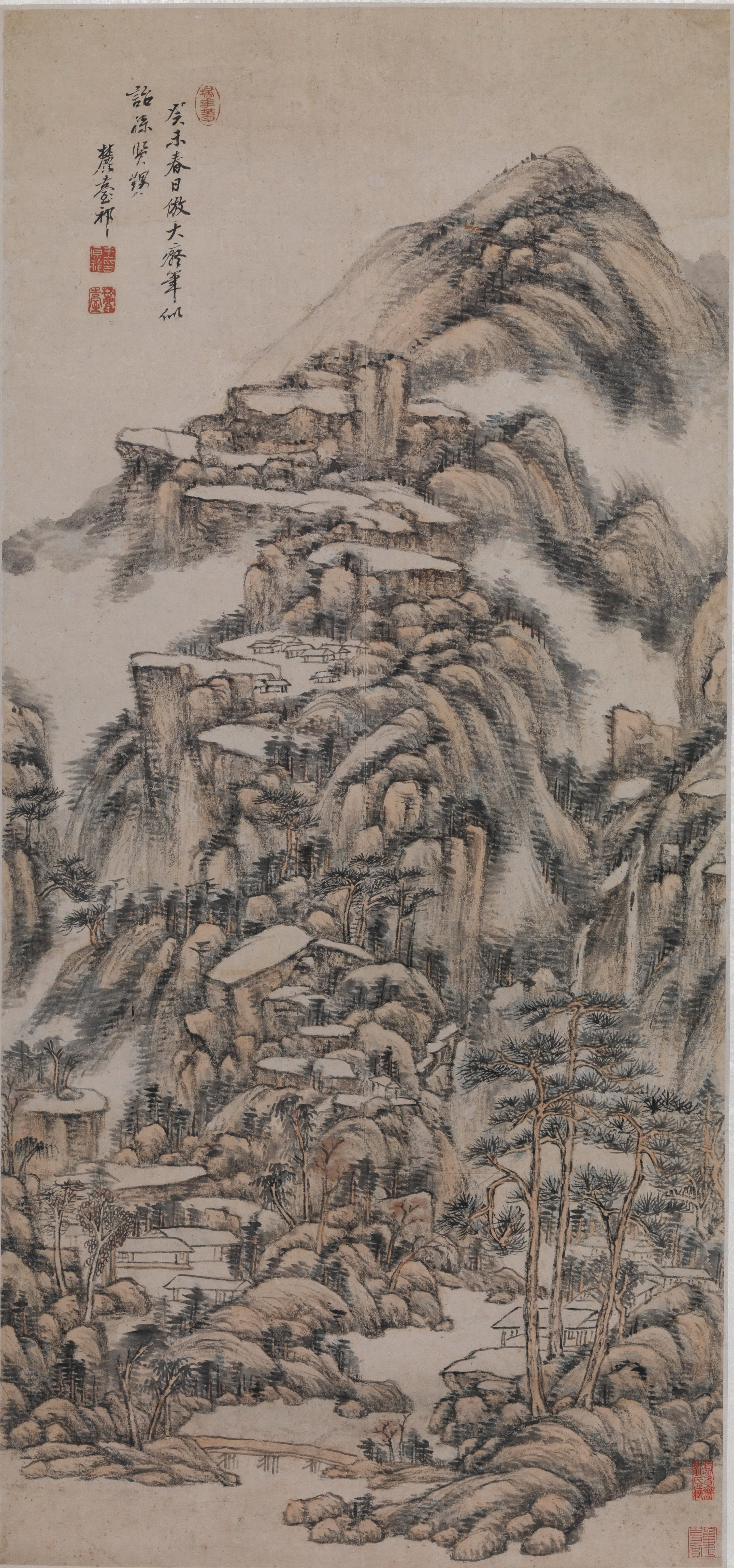
Landschap in de stijl van Huang Gongwang

- Gemeinsame Normdatei: 136565581
- International Standard Name Identifier: 0000 0000 8377 2479
- KulturNav: 5be86cba-54f8-4596-9a12-33f1e852f577
- Library of Congress Control Number: n81067956
- National Gallery of Victoria: 7406
- Nationale bibliotheek van Australië: 36605311
- Trove: 1322197
- Union List of Artist Names: 500293863
- Virtual International Authority File: 43160037
- WorldCat: E39PBJxMmDykvrXkk9PKbWmKh3